# Bietigheim (powiat Rastatt)

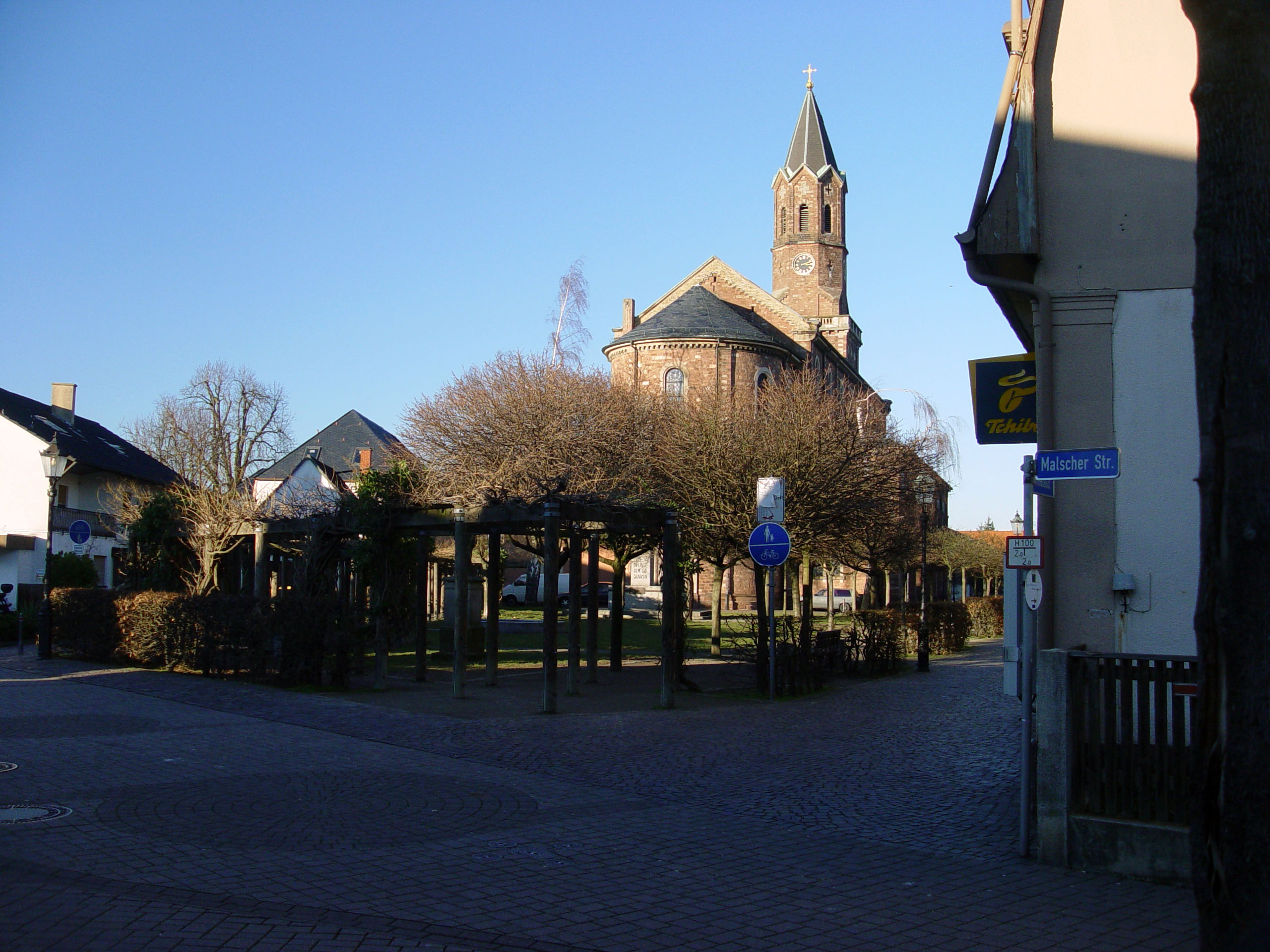
Kościół pw. Świętego Krzyża Heilig Hreuz

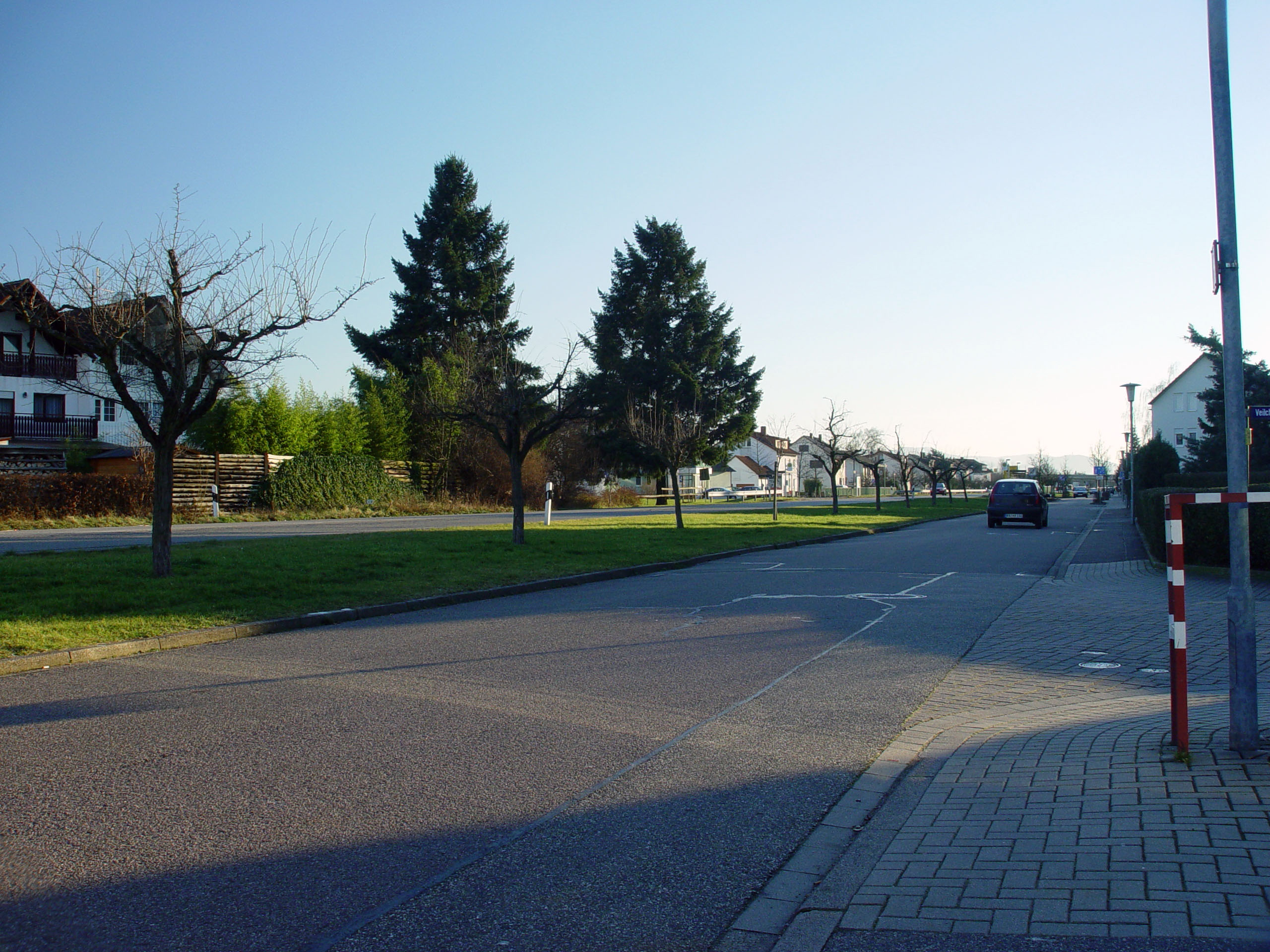
Ulica Hauptstraße

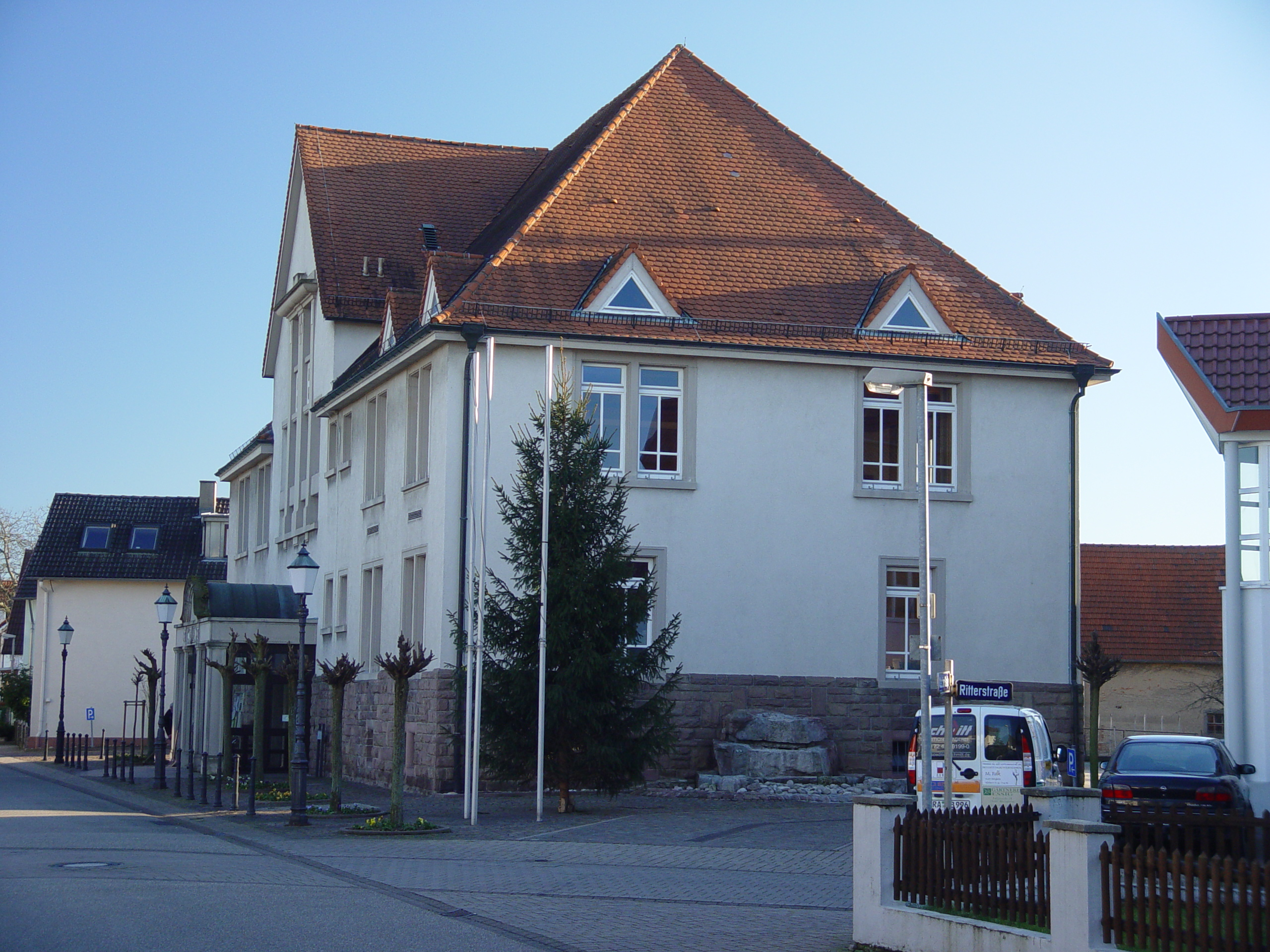
Ratusz

Bietigheim – miejscowość i gmina w Niemczech, w kraju związkowym Badenia-Wirtembergia, w rejencji Karlsruhe, w regionie Mittlerer Oberrhein, w powiecie Rastatt, wchodzi w skład związku gmin Durmersheim. Leży nad rzeką Federbach, ok. 5 km na północ od Rastatt, przy drodze krajowej B36 i linii kolejowej (Karlsruhe–Bazylea).

## Współpraca
- Saltara, Włochy
- Kaposszekcső, Węgry